# Dyomyx jonesi
Dyomyx jonesi är en fjärilsart som beskrevs av William Schaus 1898. Dyomyx jonesi ingår i släktet Dyomyx och familjen nattflyn. Inga underarter finns listade i Catalogue of Life.